# VRT MAX
VRT MAX, precedentemente VRT NU, è la piattaforma di video on demand e streaming della regione fiamminga del Belgio di proprietà della VRT.
È stata lanciata il 26 gennaio 2017 e tramite essa si può seguire la diretta streaming delle reti televisive e radiofoniche VRT, consultare la guida TV con i palinsesti delle reti, rivedere i programmi e accedere a una proposta di serie TV, film, documentari, contenuti esclusivi e podcast.

## Storia
Nel settembre 2016, l'allora amministratore delegato della VRT, Paul Lembrechts annunciò i suoi piani futuri per l'emittente pubblica, tra cui il lancio di una piattaforma digitale. Nell'autunno del 2016, iniziò la fase di test della nuova piattaforma video e il 26 gennaio 2017 venne lanciato ufficialmente il sito web VRT NU.
Nel luglio 2018, venne rilasciata l'app di VRT NU, che d'ora in poi consentirà di usufruire dell'offerta su smartphone e tablet.
Dal dicembre 2021, VRT NU può essere guardato anche direttamente sulla televisione tramite app per smart TV e streaming stick con Android TV. Nell'aprile 2022 fu rilasciata l'app per Apple TV e più tardi, nello stesso anno, fu lanciata anche l'app per i televisori Samsung.
Il 9 giugno 2022, VRT annunciò che VRT NU avrebbe cambiato nome in VRT MAX. Il cambio di nome è dovuto a due ragioni principali. Da un lato, le ricerche hanno dimostrato che VRT NU era troppo spesso associato a VRT NWS. Il termine "nu" nel nome sembrava indicare erroneamente un servizio di informazione. D'altro canto, VRT voleva indicare più chiaramente che marchi come Studio Brussel e MNM appartengono all'emittente pubblica e che VRT MAX funge da piattaforma centrale per riunire i contenuti di tutti questi marchi, sia audio che video. 
VRT MAX fu lanciato lunedì 29 agosto 2022. Contemporaneamente vennero presentati i nuovi loghi di VRT, VRT MAX e VRT NWS, tutti in linea tra loro.
Da gennaio 2023, l'app è disponibile anche per Apple CarPlay e Android Auto. In auto sono disponibili solo le serie di podcast e tutte le stazioni radio e non è possibile guardare video.

## Offerta
L'offerta di VRT MAX consiste nelle trasmissioni in diretta dei canali televisivi lineari VRT 1, VRT CANVAS e Ketnet. Inoltre, VRT MAX offre contenuti dai canali digitali Ketnet Junior, Sporza, VRT NWS e dalle stazioni radiofoniche Radio 1, Radio2, Klara, Studio Brussel e MNM.
Tramite VRT MAX è anche possibile rivedere programmi ed episodi recenti di serie TV. Inoltre, su VRT MAX si possono guardare di tanto in tanto anche programmi dell'archivio VRT, di solito nel contesto di eventi attuali.
Nel 2022 sono stati aggiunti a VRT MAX anche tutti i podcast dei marchi radiofonici e televisivi di VRT.
I programmi su VRT MAX non sono interrotti da pubblicità, anche se alcuni episodi o livestream sono preceduti o seguiti da annunci.

## Accessibilità
I programmi presenti in VRT MAX sono visualizzabili gratuitamente però gli utenti devono prima registrarsi. Ciò è dovuto principalmente ai diritti di trasmissione: chi si registra con un indirizzo belga può utilizzare VRT MAX in tutta l'Unione Europea.
I programmi fiamminghi su VRT MAX sono dotati di sottotitoli, che possono essere facilmente attivati. Sono disponibili anche programmi con descrizione audio o con il linguaggio dei segni fiammingo.